# Демон (Лоаре)
Демон (фр. Desmonts) је насељено место у Француској у региону Центар, у департману Лоаре.
По подацима из 2011. године у општини је живело 169 становника, а густина насељености је износила 35,5 становника/km².

## Демографија
| 1962. | 1968. | 1975. | 1982. | 1990. | 2011. |
| ----- | ----- | ----- | ----- | ----- | ----- |
| 116   | 105   | 86    | 111   | 154   | 169   |